# 施特羅豪斯錫爾蒂夫河

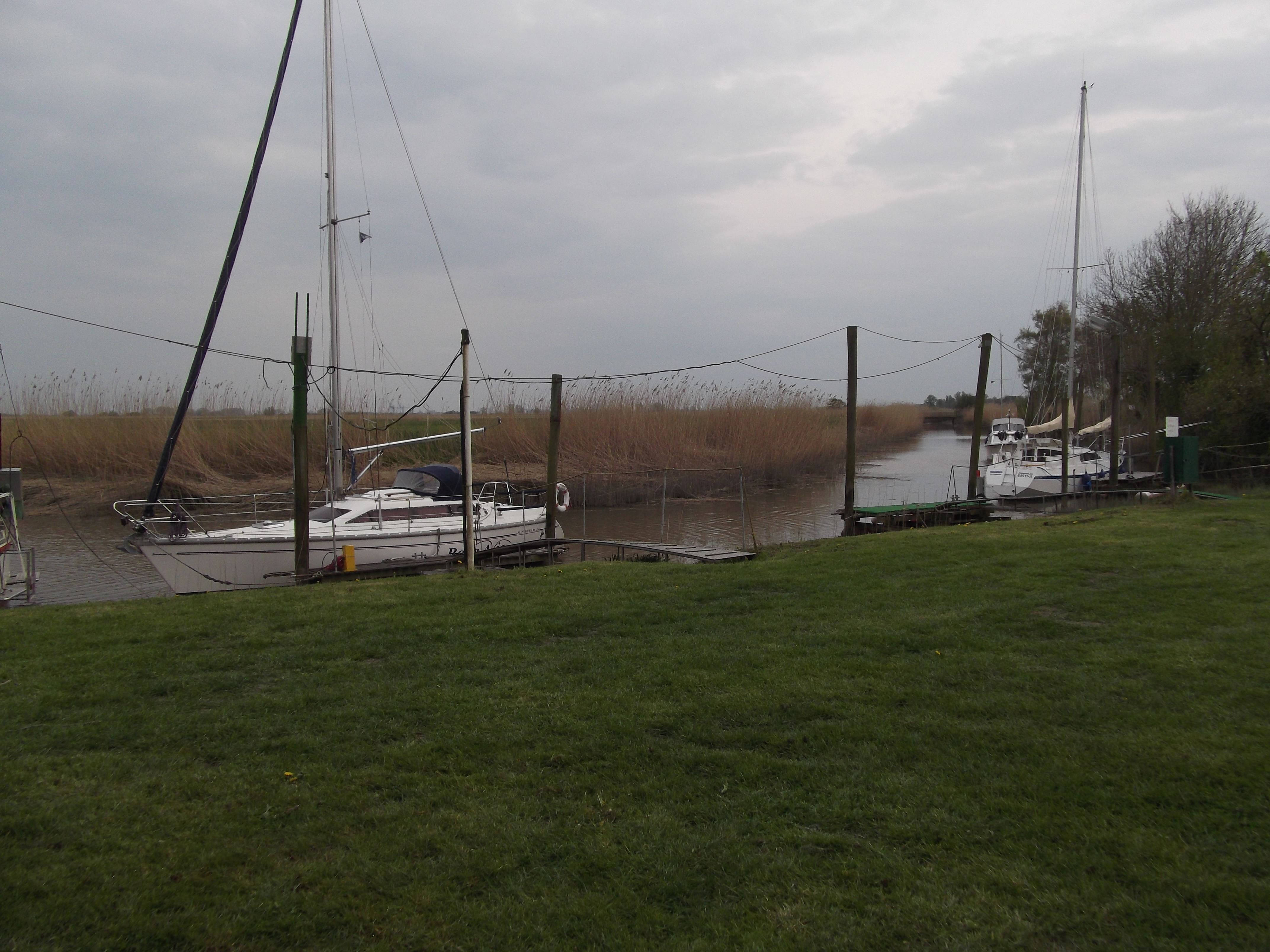
施特羅豪斯錫爾蒂夫河

53°24′27″N 8°28′34″E / 53.407485°N 8.476214°E
施特羅豪斯錫爾蒂夫河（德語：Strohauser Sieltief），是德國的河流，位於該國西北部，由下薩克森州負責管轄，流經施塔德蘭，河道全長10公里，流域面積107平方公里。